# DDR-Fußball-Bezirksliga 1967/68
Die DDR-Bezirksliga wurde mit der Saison 1967/68 zum 16. Mal ausgetragen und war die höchste Spielklasse eines Bezirks sowie die dritthöchste im Ligasystem auf dem Gebiet des DFV.
Der Spielbetrieb der 15 Bezirksligen wurde vom jeweiligen Bezirksfachausschuss (BFA) durchgeführt. Wie im Vorjahr wurden in 14 Bezirken die Meister in einer eingleisigen Liga ermittelt und nur in Karl-Marx-Stadt geschah dies weiterhin zweigleisig.
Ihren Bezirksmeistertitel aus dem Vorjahr konnten die Betriebssportgemeinschaften (BSG) Empor Neustrelitz, Chemie Riesa, Kali Werra Tiefenort, sowie die Zweitvertretungen vom BFC Dynamo, FC Karl-Marx-Stadt und der BSG Wismut Gera erfolgreich verteidigen. Tiefenort gelang dabei ein Titel-Hattrick. Die BSG Motor Eberswalde beendete zum neunten Mal als Sieger ihre Bezirksliga, was der BSG Chemie Riesa und der BSG Aktivist Böhlen zum fünften Mal, sowie der BSG Empor Neustrelitz und der BSG Motor Rudisleben-Ichtershausen zum vierten Mal gelang.
Nach dieser Spielzeit gab es wie im Vorjahr keine direkten Aufsteiger in die übergeordnete DDR-Liga. Die Bezirksmeister qualifizierten sich für die Aufstiegsrunde zur DDR-Liga, in der dann in drei Gruppen zu je fünf Mannschaften die sechs Aufsteiger ermittelt wurden. Als Zweitplatzierter der Bezirksliga Gera, nahm die BSG Stahl Maxhütte anstelle der nicht aufstiegsberechtigten Zweitvertretung von Wismut Gera an dieser teil. Den Aufstieg schafften aus der Gruppe A BSG Einheit Greifswald und die Zweitvertretung vom BFC Dynamo, aus der Gruppe B BSG Aktivist Böhlen und BSG Chemie Wolfen sowie aus der Gruppe C BSG Kali Werra Tiefenort und BSG Chemie Riesa. Damit gelang Böhlen der sofortige Wiederaufstieg, was der BSG Lokomotive Halberstadt durch den vierten Platz in der Gruppe B verwehrt blieb.

## Bezirksmeister
| Bezirk           | Mannschaft                         |
| ---------------- | ---------------------------------- |
| Rostock          | BSG Einheit Greifswald             |
| Schwerin         | BSG CM Veritas Wittenberge         |
| Neubrandenburg   | BSG Empor Neustrelitz              |
| Potsdam          | BSG Stahl Brandenburg              |
| Ost-Berlin       | BFC Dynamo II                      |
| Frankfurt (Oder) | BSG Motor Eberswalde               |
| Magdeburg        | BSG Lokomotive Halberstadt         |
| Halle            | BSG Chemie Wolfen                  |
| Leipzig          | BSG Aktivist Böhlen                |
| Cottbus          | BSG Aktivist Brieske-Ost           |
| Dresden          | BSG Chemie Riesa                   |
| Karl-Marx-Stadt  | FC Karl-Marx-Stadt II              |
| Erfurt           | BSG Motor Rudisleben-Ichtershausen |
| Gera             | BSG Wismut Gera II                 |
| Suhl             | BSG Kali Werra Tiefenort           |

## Aufstiegsrunde zur DDR-Liga-Saison 1968/69
Sechs Mannschaften aus den 15 Bezirksligen stiegen zur nächsten Saison in die DDR-Liga auf. In drei Gruppen zu je fünf Mannschaften, ermittelten die Bezirksmeister die Aufsteiger. Die beiden Erstplatzierten jeder Gruppe stiegen auf.

### Gruppe A
In der Gruppe A spielten die Meister aus den Bezirken Rostock, Neubrandenburg, Frankfurt (Oder), Cottbus und Ost-Berlin.

Abschlusstabelle
| Pl. | Mannschaft               | Sp. | S | U | N | Tore    | Diff. | Punkte |
| --- | ------------------------ | --- | - | - | - | ------- | ----- | ------ |
| 1.  | BSG Einheit Greifswald   | 4   | 3 | 0 | 1 | 013:700 | +6    | 06:20  |
| 2.  | BFC Dynamo II            | 4   | 3 | 0 | 1 | 008:500 | +3    | 06:20  |
| 3.  | BSG Aktivist Brieske-Ost | 4   | 2 | 0 | 2 | 010:600 | +4    | 04:40  |
| 4.  | BSG Motor Eberswalde     | 4   | 1 | 1 | 2 | 007:900 | −2    | 03:50  |
| 5.  | BSG Empor Neustrelitz    | 4   | 0 | 1 | 3 | 006:170 | −11   | 01:70  |

Kreuztabelle

Die Kreuztabelle stellt die Ergebnisse aller Spiele dieser Aufstiegsrunde dar. Die Heimmannschaft ist in der linken Spalte aufgelistet und die Gastmannschaft in der obersten Reihe.
| Gruppe A 25. Mai 1968 – 22. Juni 1968 | Gruppe A 25. Mai 1968 – 22. Juni 1968 |     |     |     |     |     |
| ------------------------------------- | ------------------------------------- | --- | --- | --- | --- | --- |
| 1.                                    | BSG Einheit Greifswald                |     | –   | –   | 2:1 | 8:3 |
| 2.                                    | BFC Dynamo II                         | 1:3 |     | 1:0 | –   | –   |
| 3.                                    | BSG Aktivist Brieske-Ost              | 2:0 | –   |     | –   | 4:0 |
| 4.                                    | BSG Motor Eberswalde                  | –   | 0:2 | 5:4 |     | –   |
| 5.                                    | BSG Empor Neustrelitz                 | –   | 2:4 | –   | 1:1 |     |

### Gruppe B
In der Gruppe B spielten die Meister aus den Bezirken Schwerin, Potsdam, Magdeburg, Halle und Leipzig.

Abschlusstabelle
| Pl. | Mannschaft                 | Sp. | S | U | N | Tore    | Diff. | Punkte |
| --- | -------------------------- | --- | - | - | - | ------- | ----- | ------ |
| 1.  | BSG Aktivist Böhlen        | 4   | 3 | 1 | 0 | 006:200 | +4    | 07:10  |
| 2.  | BSG Chemie Wolfen          | 4   | 3 | 0 | 1 | 012:400 | +8    | 06:20  |
| 3.  | BSG Stahl Brandenburg      | 4   | 1 | 2 | 1 | 002:300 | −1    | 04:40  |
| 4.  | BSG Lokomotive Halberstadt | 4   | 1 | 1 | 2 | 003:700 | −4    | 03:50  |
| 5.  | BSG CM Veritas Wittenberge | 4   | 0 | 0 | 4 | 002:900 | −7    | 0:80   |

Kreuztabelle

Die Kreuztabelle stellt die Ergebnisse aller Spiele dieser Aufstiegsrunde dar. Die Heimmannschaft ist in der linken Spalte aufgelistet und die Gastmannschaft in der obersten Reihe.
| Gruppe B 25. Mai 1968 – 22. Juni 1968 | Gruppe B 25. Mai 1968 – 22. Juni 1968 |     |     |     |     |     |
| ------------------------------------- | ------------------------------------- | --- | --- | --- | --- | --- |
| 1.                                    | BSG Aktivist Böhlen                   |     | 1:0 | 1:1 | –   | –   |
| 2.                                    | BSG Chemie Wolfen                     | –   |     | –   | 5:2 | 5:1 |
| 3.                                    | BSG Stahl Brandenburg                 | –   | 0:2 |     | 0:0 | –   |
| 4.                                    | BSG Lokomotive Halberstadt            | 0:2 | –   | –   |     | 1:0 |
| 5.                                    | BSG CM Veritas Wittenberge            | 1:2 | –   | 0:1 | –   |     |

### Gruppe C
In der Gruppe C spielten die Meister und Vertreter aus den Bezirken Dresden, Karl-Marx-Stadt, Erfurt, Gera und Suhl.

Abschlusstabelle
| Pl. | Mannschaft                         | Sp. | S | U | N | Tore    | Diff. | Punkte |
| --- | ---------------------------------- | --- | - | - | - | ------- | ----- | ------ |
| 1.  | BSG Kali Werra Tiefenort           | 4   | 3 | 1 | 0 | 009:400 | +5    | 07:10  |
| 2.  | BSG Chemie Riesa                   | 4   | 3 | 0 | 1 | 013:400 | +9    | 06:20  |
| 3.  | FC Karl-Marx-Stadt II              | 4   | 2 | 1 | 1 | 008:700 | +1    | 05:30  |
| 4.  | BSG Motor Rudisleben-Ichtershausen | 4   | 1 | 0 | 3 | 004:800 | −4    | 02:60  |
| 5.  | BSG Stahl Maxhütte                 | 4   | 0 | 0 | 4 | 002:130 | −11   | 0:80   |

Kreuztabelle

Die Kreuztabelle stellt die Ergebnisse aller Spiele dieser Aufstiegsrunde dar. Die Heimmannschaft ist in der linken Spalte aufgelistet und die Gastmannschaft in der obersten Reihe.
| Gruppe C 25. Mai 1968 – 22. Juni 1968 | Gruppe C 25. Mai 1968 – 22. Juni 1968 |     |     |     |     |     |
| ------------------------------------- | ------------------------------------- | --- | --- | --- | --- | --- |
| 1.                                    | BSG Kali Werra Tiefenort              |     | 3:2 | –   | –   | 3:0 |
| 2.                                    | BSG Chemie Riesa                      | –   |     | 3:1 | 6:0 | –   |
| 3.                                    | FC Karl-Marx-Stadt II                 | 2:2 | –   |     | –   | 4:2 |
| 4.                                    | BSG Motor Rudisleben-Ichtershausen    | 0:1 | –   | 0:1 |     | –   |
| 5.                                    | BSG Stahl Maxhütte                    | –   | 0:2 | –   | 0:4 |     |